# Dekanat Łaszczów
Dekanat Łaszczów – jeden z 19 dekanatów w rzymskokatolickiej diecezji zamojsko-lubaczowskiej.

## Parafie
W skład dekanatu wchodzi 9 parafii:
- parafia MB Częstochowskiej – Dołhobyczów
- parafia MB Królowej Świata – Grodysławice
- parafia św. Anny – Gródek
- parafia św. Apostołów Piotra i Pawła – Łaszczów
- parafia Wniebowzięcia NMP – Nabróż-Kolonia
- parafia Przemienienia Pańskiego – Nowosiółki
- parafia św. Barbary – Oszczów
- parafia św. Stanisława – Wiszniów
- parafia Podwyższenia Krzyża Świętego – Żulice

## Sąsiednie dekanaty
Hrubieszów-Południe, Tarnoszyn, Tomaszów-Południe, Tomaszów-Północ, Tyszowce